# Degaussing
Degaussing, neboli demagnetizace, je proces snižování nebo odstraňování zbytkového magnetického pole. Poprvé byl použit za druhé světové války jako ochrana válečných a transportních lodí před magnetickými minami. Každá loď, na základě použitého materiálu (ocel, železo, lana, šrouby), zanechávala unikátní magnetickou značku, kterou využívaly magnetické miny. Degaussingem se tato přirozená unikátní magnetická značka zcela nebo částečně eliminovala. Takto bylo jenom ve Velké Británii během druhé světové války ochráněno přibližně 10000 lodí.
Degaussing se rovněž používal k redukci magnetického pole CRT monitorů. V současné době se takto označuje proces bezpečného mazání magneticky zapsaných dat z datových médií (pevné disky, datové pásky, audiokazety, videokazety).

## Degaussing magneticky zapsaných dat
Degaussing umožňuje nevratné odstranění magneticky zapsaných dat i z nefunkčních datových médií, jako jsou pevné disky, datové pásky (LTO, DLT, DDS, ...), audiokazety a video kazety. Taková média lze bezpečně reklamovat nebo ekologicky zlikvidovat, aniž by hrozil únik nebo zneužití citlivých dat. Pevné disky, datové pásky formátu LTO (LTO1, LTO2, LTO3, LTO4, LTO5, LTO6), 3592, T10K jsou nenávratně zničeny a nejsou nadále použitelné. Starší typy datových pásek (DLT, DDS), audio a video kazety mohou být opětovně použity.